# System opieki zdrowotnej
System opieki zdrowotnej (również system zdrowotny) – system definiowany jako spójna całość, której liczne, powiązane między sobą części wspólnie oddziaływając wpływają pozytywnie na stan zdrowia populacji. Jest on wyodrębnioną całością złożoną z wielu różnorodnych elementów, które powiązane są różnorodnymi więziami (czyli między którymi zachodzą różnorodne relacje) i który realizuje cele związane ze zdrowiem.
System zdrowotny można również zdefiniować jako zorganizowany i skoordynowany zespół działań, którego celem jest realizacja świadczeń i usług profilaktyczno-leczniczych i rehabilitacyjnych mających na celu zabezpieczenie i poprawę stanu zdrowia jednostki i zbiorowości.
W literaturze można spotkać wiele koncepcji odnośnie do elementów wchodzących w skład systemu ochrony zdrowia. W modelu tradycyjnym, reprezentowanym przez D. Mechanica, elementy składowe systemu były tożsame z trzema szczeblami opieki: pierwszego, drugiego i trzeciego szczebla, czyli opieką podstawową, specjalistyczną i wąskospecjalistyczną. Na pierwszym poziomie dochodzi do pierwszego kontaktu między systemem i ludźmi. Pozostałe poziomy służą wsparciem i dostarczają świadczeń specjalistycznych, stając się coraz bardziej złożonymi w miarę przesuwania się w górę systemu.
Obecnie najbardziej rozpowszechnionym podejściem do problemu jest koncepcja tzw. „trójkąta”. Wyróżnia się tu trzech uczestników systemu: pacjentów (jako podmioty korzystające ze świadczeń), lekarzy wraz z pozostałymi wytwórcami usług zdrowotnych oraz płatnika publicznego, nazywanego również „płatnikiem trzeciej strony” (dysponującego środkami publicznymi).